# Saxifraga x muretii
Saxifraga x muretii es una planta herbácea de la familia de las saxifragáceas.
Es un híbrido compuesto por las especies Saxifraga aphylla y Saxifraga muscoides.

## Taxonomía
Saxifraga x muretii fue descrita por Rambert y publicado en Verh. Schweiz. Naturf. Ges. 1863: 191 1863.
Etimología
Saxifraga: nombre genérico que viene del latín saxum, ("piedra") y frangere, ("romper, quebrar"). Estas plantas se llaman así por su capacidad, según los antiguos, de romper las piedras con sus fuertes raíces. Así lo afirmaba Plinio, por ejemplo.
muretii: epíteto
Sinonimia
- Saxifraga × ingrata Huter
- Saxifraga sedoides var. dispar Angelis ex Strobl[3]